# Principe di Palagonia
Principe di Palagonia è la trentatreesima unità di primo livello di Palermo.
È situata nella zona centro-settentrionale della città; fa parte dell'VIII Circoscrizione.